# Крецешть (Васлуй)
Крецешть, Крецешті (рум. Crețești) — село у повіті Васлуй в Румунії. Входить до складу комуни Крецешть.
Село розташоване на відстані 283 км на північний схід від Бухареста, 17 км на схід від Васлуя, 64 км на південний схід від Ясс, 134 км на північ від Галаца.

## Населення
За даними перепису населення 2002 року у селі проживали 580 осіб, усі — румуни. Усі жителі села рідною мовою назвали румунську.